# Watchet
Watchet is een civil parish in het bestuurlijke gebied Somerset West and Taunton, in het Engelse graafschap Somerset. De plaats telt 3785 inwoners. De plaats ligt 15 mijl (24 km) ten westen van Bridgwater, 15 mijl (24 km) ten noordwesten van Taunton, en 9 mijl (14 km) ten oosten van Minehead. Watchet ligt aan de monding van de Washford River aan Bridgwater Bay dat deel uitmaakt van het Kanaal van Bristol, aan de rand van het Nationaal park Exmoor.